# لارل لیک (نیوجرسی)
لارل لیک (به انگلیسی: Laurel Lake) یک منطقهٔ مسکونی در ایالات متحده آمریکا است که در شهرستان کامبرلند، نیوجرسی واقع شده‌است. لارل لیک ۴٫۸۲۷ کیلومتر مربع مساحت و ۲٬۹۸۹ نفر جمعیت دارد و ۱۸ متر بالاتر از سطح دریا واقع شده‌است.